# Гоблины 3: Гоблины отправляются в колледж
«Гоблины 3: Гоблины отправляются в колледж», или «Вурдалаки 3: Поход в колледж» (англ. Ghoulies III: Ghoulies Go to College) — комедийный фильм ужасов 1991 года, третий в серии.

## Сюжет
Три гоблина (в оригинале — гуля) воскресают из мёртвых из-за злой книги комиксов и начинают терроризировать студентов и преподавателей колледжа во время недели традиционного маскарада. Неуравновешенный профессор Квентин Рагнар с помощью них пытается отомстить студентам университетского городка.

## В ролях
| Актёр            | Роль                     |
| ---------------- | ------------------------ |
| Эван Маккензи    | Скип Картер              |
| Джейсон Скотт Ли | Кайл                     |
| Кевин Маккарти   | профессор Квентин Рагнар |
| Шерри Уиллс      | Баффи                    |
| Ева Ларю         | Эрин Ридл                |
| Мэттью Лиллард   | Сторк                    |
| Марсия Уоллес    | мисс Боггс               |